# Johannes Nollé
Johannes Nollé (* 22. října 1953, Cáchy) je německý historik, epigrafik a numismatik.

## Životopis
V letech 1973 až 1978 studoval historii, germanistiku, pedagogiku a politologii na RWTH Aachen. V roce 1978 složil státní zkoušku pro učitelství na středních školách. V období 1976 až 1981 pokračoval ve studiu na Kolínské univerzitě, kde 1981 promoval s prací na téma Nundinas instituere et habere. Epigraphische Zeugnisse zur Einrichtung und Gestaltung von ländlichen Märkten in Afrika und in der Provinz Asia. V Kolíně od 1979 do 1982 spolupracoval na projektu "Inschriften griechischer Städte aus Kleinasien" pod vedením Reinholda Merkelbacha, který zkoumal nápisy z města Efes. V období 1982 až 1985 byl kurátorem sbírky papyrů Kolínské univerzity. V tomto období podnikl několik expedic do Turecka. V roce 1985 se stal vědeckým referentem komise pro historii a epigrafiku Německého archeologického institutu v Mnichově. V roce 1991 habilitoval a začal vyučovat na Mnichovské univerzitě.
Jeho vědecká práce je zaměřená na dějiny Malé Asie od doby Chetitů do raného středověku, ekonomické a náboženské dějiny římského císařství a zejména na numismatiku a epigrafiku.

## Dílo (výběr)
- Nundinas instituere et habere. Epigraphische Zeugnisse zur Einrichtung und Gestaltung von ländlichen Märkten in Afrika und in der Provinz Asia, Olms, Hildesheim 1982 (Subsidia epigraphica, 9) ISBN 3-487-07259-9 (dizertace)
- Die Inschriften von Ephesos. díl 8, 2: Verzeichnis der Eigennamen, Habelt, Bonn 1984 (Inschriften griechischer Städte aus Kleinasien, sv. 17, 4) ISBN 3-7749-2116-4
- Die Inschriften von Selge, Habelt, Bonn 1991 (Inschriften griechischer Städte aus Kleinasien, Bd. 37) ISBN 3-7749-2416-3
- Die Abwehr der wilden Schweine. Schwarzwildjagden im antiken Lykien, Biering & Brinkmann, Mnichov 2001. ISBN 3-930609-31-2
- spoluautor Hertha Schwarz: Mit den Augen der Götter. Flugbilder des antiken und byzantinischen Griechenlandes. Verlag Philipp von Zabern, Mainz 2006, ISBN 978-3-8053-3379-5.
- Kleinasiatische Losorakel. Astragal- und Alphabetchresmologien der hochkaiserzeitlichen Orakelrenaissance, Vestigia Bd. 57, C. H. Beck, Mnichov 2007, ISBN 978-3-406-56210-5